# Программа однодолларовых президентских монет
Программа однодолларовых президентских монет — серия монет США номиналом в один доллар с портретами всех ныне покойных американских президентов на аверсе. Закон о выпуске однодолларовых монет с новым дизайном был одобрен Конгрессом США и подписан президентом Дж. Бушем 22 декабря 2005 года.

## Детали программы
Программа стартовала 1 января 2007 года. Ежегодно один раз в три месяца в рамках программы выпускается одна монета, программа заканчивается летом 2016 года, последняя (сороковая) монета посвящается Р. Рейгану. На аверсе каждой монеты изображён портрет одного из президентов США в хронологическом порядке исполнения своих служебных обязанностей. Пропущен Картер, который жив на момент завершения программы. Монетный двор США назвал эту акцию «Программа монет президентских долларов» (англ. Presidential $1 Coin Program).
На реверсе монет имеется изображение Статуи Свободы, номинал «$1» и надпись по окружности — «United States of America», набранная заглавными буквами шрифтом ITC Benguiat. Эта серия американских монет — первая, на которых не написано слово «Liberty» со времен как оно было размещено на монетах США, так как статуя уже сама является символом свободы. Первая монета с портретом Дж. Вашингтона была доступна для публики 15 февраля 2007 г. к Президентскому дню, который отмечается 19 февраля.
Одна из главных целей новой программы — добиться общественного признания не очень популярной монеты номиналом в 1 доллар, а также способствовать постепенной замене монетой банкноты в 1 доллар. Выпуск в 2000 монеты достоинством в Доллар с портретом индейской девушки Сакагавея преследовал ту же цель, однако не принес ожидаемого результата. Бумажный доллар с портретом Вашингтона — это один из символов США и его поспешная замена на монету может быть отрицательно воспринята общественным мнением. Но выпуск банкнот номиналом в доллар последнее время становится невыгодным в связи с малым сроком обращения бумажных денег и постоянно возрастающей из-за растущих требований стойкости к фальсификации себестоимостью изготовления, которая для однодолларовой купюры гораздо выше номинала. После успеха с серией монет в 25 центов, посвященных штатам, монетный двор США надеется на успех новых монет в 1 доллар.
В отличие от государственной программы «Квотеры США» и монет номиналом в 5 центов «Путешествие на Запад», которые приостановили выпуск стандартных монет данного номинала, акт предусматривает чеканку долларовых монет с портретом Сакагавеи в течение всей программы. По крайней мере одна четверть долларовых монет, выпущенных ежегодно, должна быть долларами с изображением Сакагавеи. Кроме того, монеты Сакагавеи должны выходить и после окончания программы президентских долларов. Эти требования были добавлены по воле делегации от Северной Дакоты, дабы гарантировать, что Сакагавея (один из символов Северной Дакоты) остается на долларовой монете.
Однако и эту программу однодолларовых президентских монет решено свернуть, так как в закромах американского правительства хранится 1,4 миллиарда металлических монет достоинством в один доллар и с изображением разных покойных президентов США на лицевой стороне. Но коллекционеры не останутся с незаполненными альбомами, так как монетный двор будет работать по заранее утвержденному Конгрессом плану, однако все последующие монеты будут выпускать только ограниченным тиражом, для коллекционеров. По данным министерства финансов, фактическое прекращение чеканки долларовых монет сэкономит бюджету 50 млн долларов в год.

### Окончание и продолжение программы
Согласно акту, для того чтобы вышла монета с изображением соответствующего президента, должно пройти не менее двух лет со дня его смерти. Серия закончится, когда будет выпущена монета с последним умершим президентом США.
Если настанет очередь монеты президента, который жив или умер менее чем за два года до этого, то данный президент пропускается, и выпускается монета в честь следующего президента по очереди, которого нет в живых как минимум два года. После окончания программы для продолжения чеканки монет с изображениями следующих президентов потребуется уже другое постановление Конгресса.
Учитывая, что в 2016 году 39-й президент США Джимми Картер был ещё жив, то он был пропущен, и последней на тот момент была выпущена монета в честь 40-го президента США Рональда Рейгана, ставшая заключительной в основной части программы. 
41-й президент США Джордж Буш-старший умер 30 ноября 2018 года, после чего программа однодолларовых президентских монет была возобновлена, выпуск памятной монеты в его честь состоялся в декабре 2020 года.
39-й президент США Джимми Картер умер 29 декабря 2024 года, что подразумевает, что его монета может выпущена не ранее 2027 года.
Также были выпущены монеты по программе «Первая леди» с изображением супруг американских президентов. 

### Ошибки чеканки
8 марта 2007 Монетный двор Соединённых Штатов объявил, что 15 февраля 2007 года было выпущено в обращение неизвестное количество однодолларовых монет с портретом Дж. Вашингтона без надписей на гурте. По оценкам, как минимум 50 000 монет были выпущены без надписей на гурте. Первая такая обнаруженная монета была продана на eBay за 600 долларов, позже цена упала до 40−60 долларов. Так как одна из надписей, отсутствующих на монетах, — геральдический девиз «In God we trust» (с англ. — «В Бога мы веруем»), такие монеты стали называть «Безбожными долларами».
Была также обнаружена монета без изображений на обеих сторонах.

## Детали монет
План выпуска и описания монет новой серии:
| № п/п; № президента | Имя президента     | Дата выпуска    | Тираж      | Дизайн                   | Годы должности |
| ------------------- | ------------------ | --------------- | ---------- | ------------------------ | -------------- |
| 1; 1                | Джордж Вашингтон   | 15 февраля 2007 | 340,36 млн | Доллар Вашингтона        | 1789—1797      |
| 2; 2                | Джон Адамс         | 17 мая 2007     | 224,56 млн | John Adams dollar        | 1797—1801      |
| 3; 3                | Томас Джефферсон   | 16 августа 2007 | 203,61 млн | Доллар Т.Джефферсона     | 1801—1809      |
| 4; 4                | Джеймс Мэдисон     | 15 ноября 2007  | 172,34 млн | Доллар Дж. Медисона      | 1809—1817      |
| 5; 5                | Джеймс Монро       | 14 февраля 2008 | 124,49 млн | Monroe dollar            | 1817—1825      |
| 6; 6                | Джон Куинси Адамс  | 15 мая 2008     | 115,26 млн | John Quincy Adams dollar | 1825—1829      |
| 7; 7                | Эндрю Джексон      | 14 августа 2008 | 122,25 млн | Jackson dollar           | 1829—1837      |
| 8; 8                | Мартин Ван Бюрен   | 13 ноября 2008  | 102,48 млн | Van Buren dollar         | 1837—1841      |
| 9; 9                | Уильям Гаррисон    | 19 февраля 2009 | 98,42 млн  | Доллар У.Гаррисона       | 1841           |
| 10; 10              | Джон Тайлер        | 21 мая 2009     | 87,08 млн  | Доллар Дж. Тайлера       | 1841—1845      |
| 11; 11              | Джеймс Полк        | 20 августа 2009 | 88,34 млн  | Доллар Дж. Полка         | 1845—1849      |
| 12; 12              | Закари Тейлор      | 19 ноября 2009  | 78,26 млн  | Доллар З.Тейлора         | 1849—1850      |
| 13; 13              | Миллард Филлмор    | 18 февраля 2010 | 74,48 млн  | Доллар Филлмор           | 1850—1853      |
| 14; 14              | Франклин Пирс      | 20 мая 2010     | 76,58 млн  | Доллар Пирс              | 1853—1857      |
| 15; 15              | Джеймс Бьюкенен    | 19 августа 2010 | 73,36 млн  | Доллар Бьюкенен          | 1857—1861      |
| 16; 16              | Авраам Линкольн    | 18 ноября 2010  | 97,02 млн  | Доллар Линкольн          | 1861—1865      |
| 17; 17              | Эндрю Джонсон      | 17 февраля 2011 | 72,66 млн  | Доллар Джонсона          | 1865—1869      |
| 18; 18              | Улисс Грант        | 19 мая 2011     | 76,02 млн  | Доллар Гранта            | 1869—1877      |
| 19; 19              | Ратерфорд Хейз     | 18 августа 2011 | 74,48 млн  | Доллар Хейса             | 1877—1881      |
| 20; 20              | Джеймс Гарфилд     | 17 ноября 2011  | 74,2 млн   | Доллар Гарфилда          | 1881           |
| 21; 21              | Честер Артур       | 16 февраля 2012 | 10,08 млн  | Доллар Артура            | 1881—1885      |
| 22; 22              | Гровер Кливленд    | 25 мая 2012     | 9,52 млн   | Доллар Кливленда         | 1885—1889      |
| 23; 23              | Бенджамин Гаррисон | 16 августа 2012 | 9,84 млн   | Доллар Гаррисона         | 1889—1893      |
| 24; 24              | Гровер Кливленд    | 15 ноября 2012  | 14,6 млн   | Доллар Кливленда         | 1893—1897      |
| 25; 25              | Уильям Мак-Кинли   | 19 февраля 2013 | 8,12 млн   | Доллар Мак-Кинли         | 1897—1901      |
| 26; 26              | Теодор Рузвельт    | 11 апреля 2013  | 9,23 млн   | Доллар Т. Рузвельта      | 1901—1909      |
| 27; 27              | Уильям Тафт        | 9 июля 2013     | 8,12 млн   | Доллар Тафта             | 1909—1913      |
| 28; 28              | Вудро Вильсон      | 17 октября 2013 | 7,98 млн   | Доллар Вильсона          | 1913—1921      |
| 29; 29              | Уоррен Гардинг     | 6 февраля 2014  | 9,94 млн   | Доллар Гардинга          | 1921—1923      |
| 30; 30              | Калвин Кулидж      | 10 апреля 2014  | 8,26 млн   | Доллар Кулиджа           | 1923—1929      |
| 31; 31              | Герберт Гувер      | 19 июня 2014    | 8,26 млн   | Доллар Гувера            | 1929—1933      |
| 32; 32              | Франклин Рузвельт  | 28 августа 2014 | 8,68 млн   | Доллар Ф. Рузвельта      | 1933—1945      |
| 33; 33              | Гарри Трумен       | 5 февраля 2015  | 8,26 млн   | Доллар Трумена           | 1945—1953      |
| 34; 34              | Дуайт Эйзенхауэр   | 13 апреля 2015  | 8,54 млн   | Доллар Эйзенхауэра       | 1953—1961      |
| 35; 35              | Джон Кеннеди       | 18 июня 2015    | 10,36 млн  | Доллар Кеннеди           | 1961—1963      |
| 36; 36              | Линдон Джонсон     | 18 августа 2015 | 8,26 млн   | Доллар Джонсона          | 1963—1969      |
| 37; 37              | Ричард Никсон      | 3 февраля 2016  | 10 млн     | Доллар Никсона           | 1969—1974      |
| 38; 38              | Джеральд Форд      | 8 марта 2016    | 10,5 млн   | Доллар Форда             | 1974—1977      |
| ; 39                | Джимми Картер      | не ранее 2027   |            |                          | 1977—1981      |
| 39; 40              | Рональд Рейган     | 5 июля 2016     | 13,02 млн  |                          | 1981—1989      |
| 40; 41              | Джордж Буш-ст.     | 4 декабря 2020  | 2,74 млн   |                          | 1989—1993      |
| ♥; 42               | Билл Клинтон       |                 |            |                          | 1993—2001      |
| ♥; 43               | Джордж Буш-мл.     |                 |            |                          | 2001—2009      |
| ♥; 44               | Барак Обама        |                 |            |                          | 2009—2017      |
| ♥; 45               | Дональд Трамп      |                 |            |                          | 2017—2021      |
| ♥; 46               | Джозеф Байден      |                 |            |                          | 2021—2025      |
| ♥; 47               | Дональд Трамп      |                 |            |                          | 2025—н. в.     |

♥ — Ныне живущие президенты.

## Серия Золотых монет Первых леди
В том случае, если у президента не было супруги, то на аверсе изображали эмблему свободы как на бывших в обращении монетах того времени, а на реверсе — эмблема с изображением президента. Такими монетами являются монеты первых леди Томаса Джефферсона, Эндрю Джексона, Мартина Ван Бюрена и Джеймса Бьюкенена. На монете первой леди Честера Артура изображена суфражистка Элис Пол.
| Номер монеты | Первая Леди США | Имя                        | Дата выпуска    | Тираж  | Дизайн аверса | Дизайн реверса | Годы должности |
| ------------ | --------------- | -------------------------- | --------------- | ------ | ------------- | -------------- | -------------- |
| 1            | 1               | Марта Вашингтон            | 19 июня 2007    | 19,167 |               | Н/Д            | 1789 — 1797    |
| 2            | 2               | Эбигейл Адамс              | 19 июня 2007    | 17,149 |               | Н/Д            | 1797 — 1801    |
| 3            | 3               | Свобода Томаса Джефферсона | 30 августа 2007 | 19,815 |               |                | 1801 — 1809    |
| 4            | 4               | Долли Мэдисон              | 19 ноября 2007  | 17,943 |               | Н/Д            | 1809 — 1817    |
| 5            | 5               | Элизабет Монро             | 28 февраля 2008 | 7,800  | Н/Д           | Н/Д            | 1817 — 1825    |
| 6            | 6               | Луиза Адамс                | 29 мая 2008     | 6,581  |               |                | 1825 — 1829    |
| 7            | 7               | Свобода Эндрю Джексона     | 28 августа 2008 | 7,684  |               | Н/Д            | 1829 — 1837    |
| 8            | 8               | Свобода Мартина Ван Бюрена | 2008            | 6,807  |               | Н/Д            | 1837 — 1841    |
| 9            | 9               | Анна Гаррисон              | 2009            | 6,251  | Н/Д           | Н/Д            | 1841           |
| 10           | 10              | Летиция Тайлер             | 2009            | 5,296  |               | Н/Д            | 1841 — 1842    |
| 10A          | 10A             | Джулия Тайлер              | 2009            | 4,844  | Н/Д           | Н/Д            | 1844 — 1845    |
| 11           | 11              | Сара Чилдресс-Полк         | 2009            | Н/Д    |               |                | 1845 — 1849    |
| 12           | 12              | Маргарет Тейлор            | 2009            | Н/Д    |               | Н/Д            | 1849 — 1850    |
| 13           | 13              | Эбигейл Филлмор            | 2010            | Н/Д    |               | Н/Д            | 1850 — 1853    |
| 14           | 14              | Джейн Пирс                 | 2010            | Н/Д    | Н/Д           | Н/Д            | 1853 — 1857    |
| 15           | 15              | Свобода Джеймса Бьюкенена  | 2010            | Н/Д    |               | Н/Д            | 1857 — 1861    |
| 16           | 16              | Мэри Тодд Линкольн         | 2010            | Н/Д    |               | Н/Д            | 1861 — 1865    |
| 17           | 17              | Элиза Маккардл-Джонсон     | 2011            | Н/Д    | Н/Д           | Н/Д            | 1865 — 1869    |
| 18           | 18              | Джулия Грант               | 2011            | Н/Д    | Н/Д           | Н/Д            | 1869 — 1877    |
| 19           | 19              | Люси Хейз                  | 2011            | Н/Д    | Н/Д           | Н/Д            | 1877 — 1881    |
| 20           | 20              | Лукреция Гарфилд           | 2011            | Н/Д    | Н/Д           |                | 1881           |
| 21           | 21              | Элис Пол                   | 2012            | Н/Д    | Н/Д           |                |                |
| 22           | 22              | Френсис Кливленд           | 2012            | Н/Д    | Н/Д           | Н/Д            | 1886 — 1889    |
| 23           | 23              | Кэролайн Гаррисон          | 2012            | Н/Д    | Н/Д           | Н/Д            | 1889 — 1893    |
| 24           | 24              | Френсис Кливленд           | 2012            | Н/Д    | Н/Д           |                | 1893 — 1897    |
| 25           | 25              | Ида Мак-Кинли              | 2013            | Н/Д    | Н/Д           | Н/Д            | 1897 — 1901    |
| 26           | 26              | Эдит Рузвельт              | 2013            | Н/Д    | Н/Д           | Н/Д            | 1901 — 1909    |
| 27           | 27              | Хелен Тафт                 | 2013            | Н/Д    | Н/Д           | Н/Д            | 1909 — 1913    |
| 28           | 28              | Эллен Вильсон              | 2013            | Н/Д    | Н/Д           | Н/Д            | 1913 — 1914    |
| 28A          | 28A             | Эдит Вильсон               | 2013            | Н/Д    | Н/Д           | Н/Д            | 1915 — 1921    |
| 29           | 29              | Флоренс Гардинг            | 2014            | Н/Д    | Н/Д           | Н/Д            | 1921 — 1923    |
| 30           | 30              | Грейс Кулидж               | 2014            | Н/Д    | Н/Д           | Н/Д            | 1923 — 1929    |
| 31           | 31              | Лу Гувер                   | 2014            | Н/Д    | Н/Д           | Н/Д            | 1929 — 1933    |
| 32           | 32              | Элеонора Рузвельт          | 2014            | Н/Д    |               |                | 1933 — 1945    |
| 33           | 33              | Бесс Трумэн                | 2015            | Н/Д    |               |                | 1945 — 1953    |
| 34           | 34              | Мейми Эйзенхауэр           | 2015            | Н/Д    | Н/Д           | Н/Д            | 1953 — 1961    |
| 35           | 35              | Жаклин Кеннеди             | 2015            | Н/Д    |               |                | 1961 — 1963    |
| 36           | 36              | Лэди Бёрд Джонсон          | 2015            | Н/Д    |               |                | 1963 — 1969    |
| 37           | 37              | Пэт Никсон                 | 2016            | Н/Д    | Н/Д           | Н/Д            | 1969 — 1974    |
| 38           | 38              | Бетти Форд                 | 2016            | Н/Д    | Н/Д           | Н/Д            | 1974 — 1977    |
| 39           | 40              | Нэнси Рейган               | 1 июля 2016     | Н/Д    | Н/Д           | Н/Д            | 1981 — 1989    |
| 40           | 41              | Барбара Буш                | 20 августа 2020 | 5,000  | Н/Д           | Н/Д            | 1989 — 1993    |